# Гонконгская адвентистская больница
Гонконгская адвентистская больница (кит. 香港港安醫院–司徒拔道) — больница, расположенная в районе Хэппи-Вэлли Гонконга.

## История
В начале 1960-х годах доктор Миллер, миссионер-адвентист седьмого дня из США, выступил с предложением построить больницу в Гонконге. Его идею поддержал Чэнь Цзюнь, основатель и бывший председатель компании Demeng Crocodile Shirt Co., Ltd., выступил спонсором строительства, пожертвовав миллиона юаней.
В 2000-х годах здание было реконструировано: появилась надстройка, перекрашен фасад.

## Архитектура
Больница является одним из первых общественных учреждений, спроектированных архитектурным бюро Вонг и Оуянг.
Форма здания создана таким образом, чтобы с сестринского поста, расположенного в центре этажа, был обзор и удобный доступ в палаты. Это значительно облегчает уход за пациентами .
Как и резиденция Джексона Вонга (1966), адвентистская больница также воплощала бруталистскую эстетику с использованием открытого бетона (в 2000-е годы фасад здания был покрашен).